# 皇親政治
皇親政治（こうしんせいじ）は、壬申の乱後から天平年間（7世紀後半から8世紀前半）にかけて行われた天皇と皇親（皇族）を主体とする政治体制を指す歴史学上の用語。

## 概要
壬申の乱で勝利して天皇の位に即位した天武天皇は、自己の新しい政権内に大臣を置かず、自らの皇子を中心とする皇親を、従来であれば有力な豪族が就いていた要職に配して、専制的な支配体制を形成した。天武天皇の没後、これを継承した后の持統天皇もこうした政治システムを基本的には継続し、太政大臣には天武天皇の子・高市皇子が、右大臣には多治比嶋が任じられた（嶋は宣化天皇の玄孫で、父の代に多治比の姓を賜った）。大宝律令制定後も太政大臣以下の大臣任命を抑制して、皇親しか就任できない知太政官事に太政官を統率させた。また、それ以外の皇親も八省卿などの要職に任ぜられた。また、大宝律令が刑部親王、『日本書紀』が舎人親王を責任者として編纂されたのも皇親を中心とする体制が背景にあったからであるとされている。聖武天皇の時代になって外戚の藤原氏が台頭するものの、賜姓皇族の橘諸兄（葛城王）政権まで曲がりなりにもこうした政治体制が継続されたというものである。
第二次世界大戦後、北山茂夫の研究によって「皇親政治」という言葉が提唱され、その後この時期の政治体制を表す用語として定着したが、北山は律令政治を天皇による専制国家体制とする見地からこの語を提唱したという背景があり、北山のこの見解に批判的な学者との間では皇親政治に対する見方が異なってくる。また、皇親が必ずしも一つにまとまって行動していた訳ではない（例えば、大津皇子は天武天皇の没後に皇位継承を巡る争いに巻き込まれて処刑されている。また、高市皇子の子である長屋王は最初藤原氏と接近して他の皇親を追い越して台頭し、左大臣になった後に藤原四兄弟との対立に転じた末に藤原氏とこれに同調する皇親による長屋王の変において排除された）。このため、この時期における皇親の政治への関与の実像に関する研究が「皇親政治」という用語の是非をも含んで今後も進められていくとみられている。